# زنونی (میزوری)
زنونی (به انگلیسی: Zanoni) یک منطقهٔ مسکونی در ایالات متحده آمریکا است که در میزوری واقع شده‌است. زنونی ۲۲۰ متر بالاتر از سطح دریا واقع شده‌است.